# 上野町 (豊橋市)
上野町（うえのちょう）は、愛知県豊橋市の地名。

## 地理
豊橋市南部に位置する。東は三本木町、西は高師町・西高師町、南は高師本郷町、北は曙町に接する。

### 字一覧
- 上野（うえの）[WEB 5]
- 上ノ山（うえのやま）[WEB 5]
- 上原（うえはら）[WEB 5]
- 奥畑（おくばた）[WEB 5]
- 新上野（しんうえの）[WEB 5]

### 学区
- 公立高等学校 - 三河学区
- 公立中学校 - 豊橋市立本郷中学校[WEB 6]
- 公立小学校 - 豊橋市立高師小学校[WEB 6]

## 歴史

### 人口の変遷
国勢調査による人口および世帯数の推移。
| 1995年（平成7年）  | 948世帯 2758人  |  |
| 2000年（平成12年） | 1031世帯 2832人 |  |
| 2005年（平成17年） | 1156世帯 3089人 |  |
| 2010年（平成22年） | 1209世帯 3074人 |  |
| 2015年（平成27年） | 1213世帯 3061人 |  |

### 沿革
- 1932年（昭和7年） - 渥美郡高師村高師の一部により、豊橋市上野町が成立[2]。
- 1953年（昭和28年） - 一部が曙町に編入される[2]。
- 1957年（昭和32年） - 一部が三本木町に編入され、高師町の一部が編入される[2]。

## 交通
- 愛知県道伊古部南栄線[1]

## 施設
- 円通寺保育園[1]
- 豊橋市立高師小学校[1]
- 高師校区市民館[1]
- 臨済宗妙心寺派円通寺[1]

- 高師小学校
- 円通寺保育園
- 円通寺

### WEB
1. ↑  “愛知県豊橋市の町丁・字一覧”.   人口統計ラボ. 2023年4月13日閲覧。
2. ↑  総務省統計局 (2017年1月27日). “平成27年国勢調査の調査結果(e-Stat) - 男女別人口及び世帯数 －町丁・字等” (CSV). 2021年7月21日閲覧。
3. ↑  “愛知県豊橋市の郵便番号一覧”.   日本郵便. 2023年4月13日閲覧。
4. ↑  “市外局番の一覧” (PDF).   総務省 (2022年3月1日). 2022年3月22日閲覧。
5. 1 2 3 4 5  “愛知県豊橋市 住所一覧から地図を検索”.   ONE COMPATH. 2023年8月17日閲覧。
6. 1 2  豊橋市教育委員会学校教育課学事グループ (2021年3月1日). “豊橋市小・中学校通学区域早見表” (PDF).   豊橋市. 2024年11月15日閲覧。
7. ↑  総務省統計局 (2014年3月28日). “平成7年国勢調査の調査結果(e-Stat) - 男女別人口及び世帯数 －町丁・字等” (CSV). 2021年7月20日閲覧。
8. ↑  総務省統計局 (2014年5月30日). “平成12年国勢調査の調査結果(e-Stat) - 男女別人口及び世帯数 －町丁・字等” (CSV). 2021年7月20日閲覧。
9. ↑  総務省統計局 (2014年6月27日). “平成17年国勢調査の調査結果(e-Stat) - 男女別人口及び世帯数 －町丁・字等” (CSV). 2021年7月21日閲覧。
10. ↑  総務省統計局 (2012年1月20日). “平成22年国勢調査の調査結果(e-Stat) - 男女別人口及び世帯数 －町丁・字等” (CSV). 2021年7月21日閲覧。
11. ↑  総務省統計局 (2017年1月27日). “平成27年国勢調査の調査結果(e-Stat) - 男女別人口及び世帯数 －町丁・字等” (CSV). 2021年7月21日閲覧。

### 書籍
1. 1 2 3 4 5 6 7  「角川日本地名大辞典」編纂委員会 1989, p. 1784.
2. 1 2 3  「角川日本地名大辞典」編纂委員会 1989, p. 211.